# موریس استوکس
موریس استوکس (انگلیسی: Maurice Stokes؛ زاده ۱۷ ژوئن ۱۹۳۳ – درگذشته ۶ آوریل ۱۹۷۰) یک بازیکن بسکتبال بود.